# 米兰·博尔
米兰·博尔 （英語：Milan Bor，1936年—1998年5月14日），德国音频工程师。他因电影从海底出击提名奥斯卡最佳音响效果奖。

## 部分影视作品
- 从海底出击 (1981)[2]
- 斯大林格勒战役（英语：Stalingrad (1993 film)） (1993)